# 處女情緣角色列表
《貞愛好孕到》（英語：Jane the Virgin）是一部改編自委內瑞拉肥皂劇《處女胡安娜》、由珍妮·斯奈德·厄曼發展，於2014年10月13日在The CW首播的浪漫喜劇影集。

## 卡司
| 演員                     | 角色                      | 登場季數        | 登場季數        | 登場季數        | 登場季數        | 登場集數 |
| 演員                     | 角色                      | 1               | 2               | 3               | 4               | 登場集數 |
| ------------------------ | ------------------------- | --------------- | --------------- | --------------- | --------------- | -------- |
| 吉娜·羅德里奎            | 貞·維拉紐瓦               | 主演            | 主演            | 主演            | 主演            | 73       |
| 安德莉亞·娜菲道          | 希歐瑪拉·維拉紐瓦         | 主演            | 主演            | 主演            | 主演            | 73       |
| 雅兒·格洛布格拉斯        | 姵特拉·索拉諾             | 主演            | 主演            | 主演            | 主演            | 72       |
| 雅兒·格洛布格拉斯        | 阿妮姿卡                  | Does not appear | 常設            | 常設            | 常設            | 24       |
| 賈斯汀·巴爾多尼          | 拉斐爾·索拉諾             | 主演            | 主演            | 主演            | 主演            | 73       |
| 伊凡·科爾                | 艾兒芭·維拉紐瓦           | 主演            | 主演            | 主演            | 主演            | 73       |
| 布雷特·迪爾              | 小麥可·科代洛             | 主演            | 主演            | 主演            | Does not appear | 56       |
| 傑米·卡米爾              | 羅赫里歐·迪·拉·維加       | 主演            | 主演            | 主演            | 主演            | 73       |
| 喬瑟夫·山德斯            | 馬特奧·維拉紐瓦           | Does not appear | Does not appear | 常設            | Does not appear | 11       |
| 埃萊亞斯·詹森            | 馬特奧·維拉紐瓦           | Does not appear | Does not appear | 客串            | 主演            | 10       |
| 貞娜·歐提嘉              | 貞·維拉紐瓦（幼年）       | 常設            | 常設            | 常設            | 常設            | 26       |
| 莉莉安娜·瓦倫祖拉        | 貞·維拉紐瓦（幼年）       | Does not appear | 常設            | 常設            | 常設            | 10       |
| 雅拉·馬丁內茲            | 露易莎·奧佛               | 常設            | 常設            | 常設            | 常設            | 34       |
| 布麗奇特·里根            | 蘿絲／希恩·羅斯托         | 常設            | 常設            | 常設            | 客串            | 22       |
| 邁克爾·拉代              | 拉克蘭·摩爾               | 常設            | 常設            | Does not appear | Does not appear | 7        |
| 珍·西摩兒                | 亞曼達·艾蓮               | 常設            | Does not appear | 客串            | Does not appear | 3        |
| 卡羅·羅塔                | 埃米里歐·索拉諾           | 常設            | Does not appear | Does not appear | Does not appear | 8        |
| 茱蒂·雷耶斯              | 迪娜·米拉格羅             | 常設            | 常設            | 常設            | Does not appear | 9        |
| 切奇·馬林                | 愛德華                    | 常設            | Does not appear | Does not appear | Does not appear | 3        |
| 萊恩·戴福林              | 比利·科代洛               | 常設            | Does not appear | Does not appear | Does not appear | 4        |
| 尼可拉斯·岡薩雷茲        | 馬可·埃斯奎法爾           | 常設            | Does not appear | Does not appear | Does not appear | 3        |
| 黛安·格雷羅              | 黎娜·桑提連               | 常設            | 常設            | 常設            | 客串            | 22       |
| 阿拉諾·邁爾              | 洛曼·札佐                 | 常設            | Does not appear | Does not appear | Does not appear | 3        |
| 阿拉諾·邁爾              | 亞倫·札佐                 | 常設            | Does not appear | Does not appear | Does not appear | 6        |
| 雅姿·塔斯費              | 娜汀·漢森                 | 常設            | 常設            | Does not appear | Does not appear | 21       |
| 普西拉·巴恩斯            | 美格達                    | 常設            | 常設            | 常設            | 常設            | 33       |
| 瑞秋·迪佩洛              | 安蒂                      | 常設            | Does not appear | Does not appear | Does not appear | 4        |
| 卡米兒·柯拉德            | 法蘭琪                    | 常設            | Does not appear | Does not appear | Does not appear | 7        |
| 衛斯·阿姆斯壯            | 史考特·阿楚雷特           | 常設            | 常設            | 常設            | Does not appear | 21       |
| 布萊恩·戴爾              | 盧卡                      | 常設            | 常設            | Does not appear | Does not appear | 11       |
| 克里斯托福·科賓          | 伊凡                      | 常設            | 客串            | Does not appear | Does not appear | 10       |
| 麥斯·博德·瑞尼爾         | 米洛許                    | 常設            | 常設            | Does not appear | Does not appear | 6        |
| 凡妮莎·梅洛爾            | 瓦蕾莉亞·迪·拉·維加       | 常設            | 常設            | Does not appear | Does not appear | 5        |
| 芙朗妮卡·梅洛爾          | 薇多莉亞·迪·拉·維加       | 常設            | 常設            | Does not appear | Does not appear | 5        |
| 凱勒·沃瑟姆              | 埃斯特班·桑提亞哥         | 常設            | 常設            | 常設            | 常設            | 16       |
| 奧利佛·費坤爾            | 理查·布萊克               | 常設            | 常設            | Does not appear | Does not appear | 5        |
| 麗塔·莫瑞諾              | 莉莉安娜·迪·拉·維加       | 客串            | 常設            | Does not appear | Does not appear | 3        |
| 法比亞娜·尤汀尼歐        | 艾琳娜·迪·諾拉            | 客串            | 常設            | 客串            | Does not appear | 7        |
| 夏蘿                     | 夏蘿                      | Does not appear | 常設            | Does not appear | Does not appear | 2        |
| 亞當·羅德里奎            | 喬納森·查維茲             | Does not appear | 常設            | Does not appear | Does not appear | 5        |
| 梅根·凱琪                | 蘇姍娜·巴奈特             | Does not appear | 常設            | Does not appear | Does not appear | 12       |
| 安娜·迪·拉·洛奎拉        | 帕歐拉／蘿拉              | Does not appear | 常設            | Does not appear | Does not appear | 3        |
| 凱特·戴·卡斯提洛         | 露西亞娜·里昂             | Does not appear | 常設            | Does not appear | Does not appear | 3        |
| 梅蘭妮·梅隆              | 瑪琳·唐納森               | Does not appear | 常設            | 常設            | Does not appear | 10       |
| 卡斯圖羅·奎拉            | 曼紐爾·迪·拉·維加         | Does not appear | 常設            | Does not appear | Does not appear | 2        |
| 莫莉·哈根                | 派翠西亞·科代洛           | Does not appear | 常設            | 常設            | 客串            | 5        |
| 麥特·費洛                | 德瑞克·魯佛               | Does not appear | 常設            | Does not appear | Does not appear | 7        |
| 馬塞洛·圖伯特            | 帕布羅·阿隆索·塞古拉      | Does not appear | 常設            | Does not appear | Does not appear | 2        |
| 喬治·迪亞茲              | J·D·古茲曼                | Does not appear | 常設            | 客串            | 客串            | 5        |
| 安琪·塞佩達              | 艾莉安娜·查凡多           | Does not appear | 常設            | 客串            | Does not appear | 5        |
| 諾瑪·瑪多娜多            |                           | Does not appear | 常設            | 常設            | 常設            | 16       |
| 雷斯·梅德林              | 傑瑞                      | Does not appear | 常設            | Does not appear | Does not appear | 2        |
| 布萊恩·喬登·艾爾瓦瑞茲   | 衛斯理·麥斯特斯           | Does not appear | 常設            | Does not appear | Does not appear | 4        |
| 蘿西·加西亞              | 艾兒芭·維拉紐瓦（青年）   | Does not appear | 常設            | Does not appear | Does not appear | 4        |
| 凱瑟琳·托里比歐          | 希歐瑪拉·維拉紐瓦（少女） | Does not appear | 常設            | 常設            | Does not appear | 11       |
| 雪莉·巴哈拉              | 克莉希娜                  | Does not appear | 常設            | 常設            | 常設            | 19       |
| 喬納森·吳芮              | 艾瑞克·吳                 | Does not appear | 常設            | Does not appear | Does not appear | 2        |
| 迪尼斯·門西亞            | 老馬特奧·維拉紐瓦         | Does not appear | 常設            | Does not appear | Does not appear | 4        |
| 凱特·柯恩                |                           | Does not appear | 常設            | 常設            | 客串            | 6        |
| 茱莉安娜·巴寧格          |                           | Does not appear | 常設            | Does not appear | Does not appear | 2        |
| 艾達·魯茲·普拉           |                           | Does not appear | 常設            | 常設            | Does not appear | 4        |
| 莉迪亞·波托              | 琪帕                      | Does not appear | 常設            | Does not appear | Does not appear | 2        |
| 梅莉·莎薇娜              | 萊拉                      | Does not appear | 常設            | Does not appear | Does not appear | 2        |
| 賈絲汀娜·瑪查多          | 妲西·費克特               | Does not appear | Does not appear | 常設            | 常設            | 13       |
| 李卡多·查維拉            | 布魯斯                    | Does not appear | Does not appear | 常設            | Does not appear | 8        |
| 伊麗莎白·羅姆            | 艾琳                      | Does not appear | Does not appear | 常設            | Does not appear | 4        |
| 蘇菲亞·珀納斯            | 卡特琳娜·瑪麗亞·莫拉      | Does not appear | Does not appear | 常設            | Does not appear | 5        |
| 敏卡·凱利                | 艾比·惠特曼               | Does not appear | Does not appear | 常設            | Does not appear | 3        |
| 伊芳恩·歐吉              | 史黛西                    | Does not appear | Does not appear | 常設            | Does not appear | 2        |
| 瑪雅·卡贊                | 克蘿伊·利蘭               | Does not appear | Does not appear | 常設            | Does not appear | 3        |
| 強尼·梅斯納              | 查克·切瑟                 | Does not appear | Does not appear | 常設            | 客串            | 10       |
| 法蘭西斯科·聖·馬丁       | 法比安·里加洛·迪·西耶洛   | Does not appear | Does not appear | 常設            | 常設            | 7        |
| 埃文·托德                | 傑洛米·豪                 | Does not appear | Does not appear | 常設            | Does not appear | 4        |
| 德尼茲·阿克丹尼茲        | 艾力克斯                  | Does not appear | Does not appear | 常設            | Does not appear | 2        |
| 葛蘿莉亞·卡爾德隆·凱雷特 |                           | Does not appear | Does not appear | 常設            | 常設            | 4        |
| 克里斯托弗·艾倫          | 丹尼斯·錢伯斯             | Does not appear | Does not appear | 常設            | Does not appear | 13       |
| 理察·謝爾頓              | 阿諾德·德蒙尼利爾         | Does not appear | Does not appear | 常設            | Does not appear | 2        |
| 丹奈·羅德里奎            | 泰絲                      | Does not appear | Does not appear | 常設            | Does not appear | 2        |
| 阿爾方索·迪盧卡          | 喬治                      | Does not appear | Does not appear | 常設            | 常設            | 11       |
| 克雷格·李·湯瑪斯         | 艾爾維斯·耶格             | Does not appear | Does not appear | 常設            | Does not appear | 4        |
| 米雅·艾倫                | 安娜·索拉諾               | Does not appear | Does not appear | 常設            | 常設            | 14       |
| 艾拉·艾倫                | 艾莉·索拉諾               | Does not appear | Does not appear | 常設            | 常設            | 14       |
| 泰勒·波西                | 亞當·愛德華多·阿爾瓦羅    | Does not appear | Does not appear | 客串            | 常設            | 7        |
| 艾莉克絲·梅芮賽絲        | 凱瑟琳·柯提斯             | Does not appear | Does not appear | Does not appear | 常設            | 3        |
| 格雷罕·希布利            | 卡爾                      | Does not appear | Does not appear | Does not appear | 常設            | 3        |
| 蘿賽李奧·道森            | 貞·拉莫斯                 | Does not appear | Does not appear | Does not appear | 常設            | 2        |
| 凱瑟琳·約克              | 安吉莉·哈珀               | 客串            | 客串            | Does not appear | Does not appear | 2        |
| 喬書亞·張                | 丹尼·趙                   | Does not appear | Does not appear | 客串            | 客串            | 2        |

## 主要角色

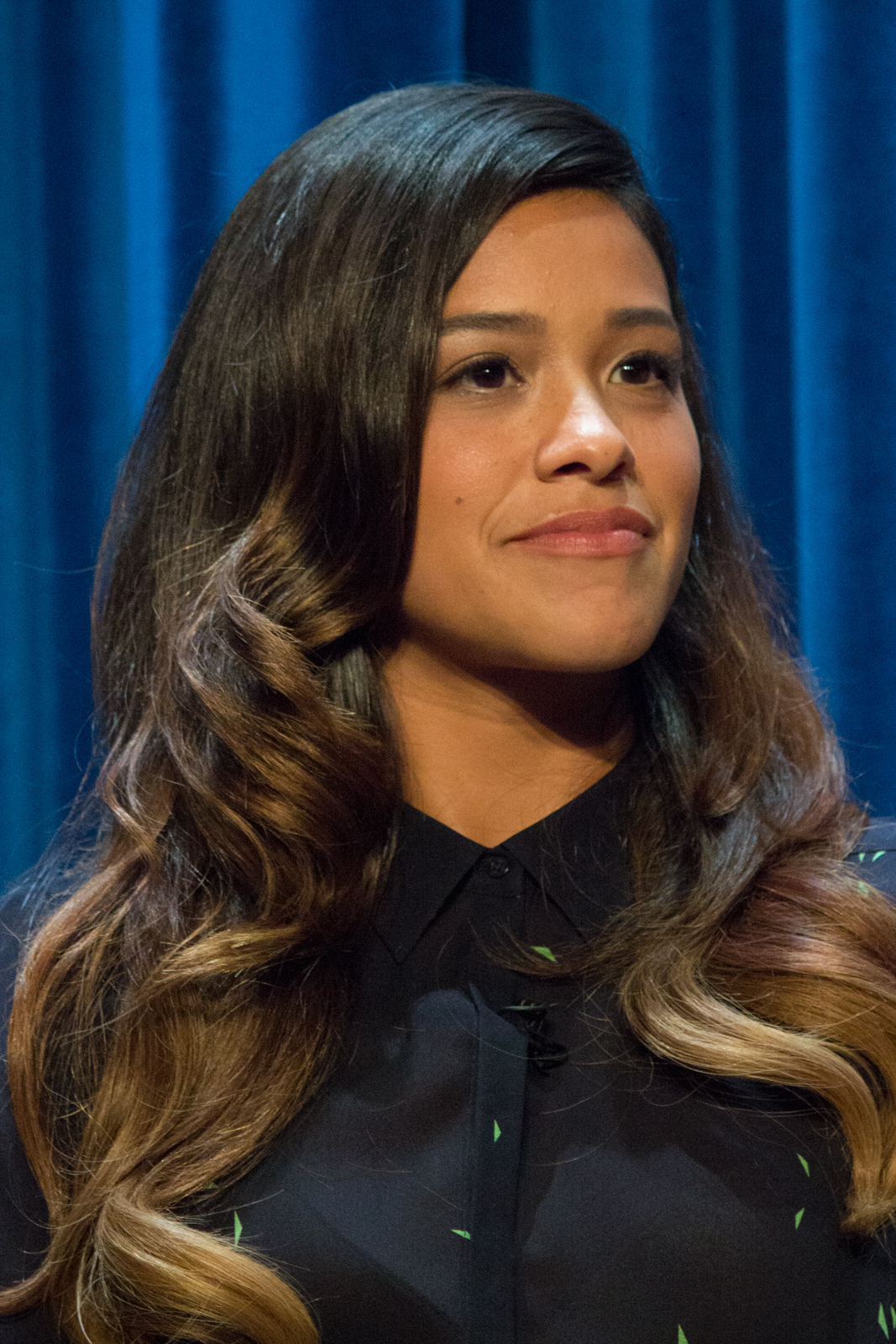
吉娜·羅德里奎飾演女主角貞·維拉紐瓦，並摘下第72屆金球獎視后殊榮。

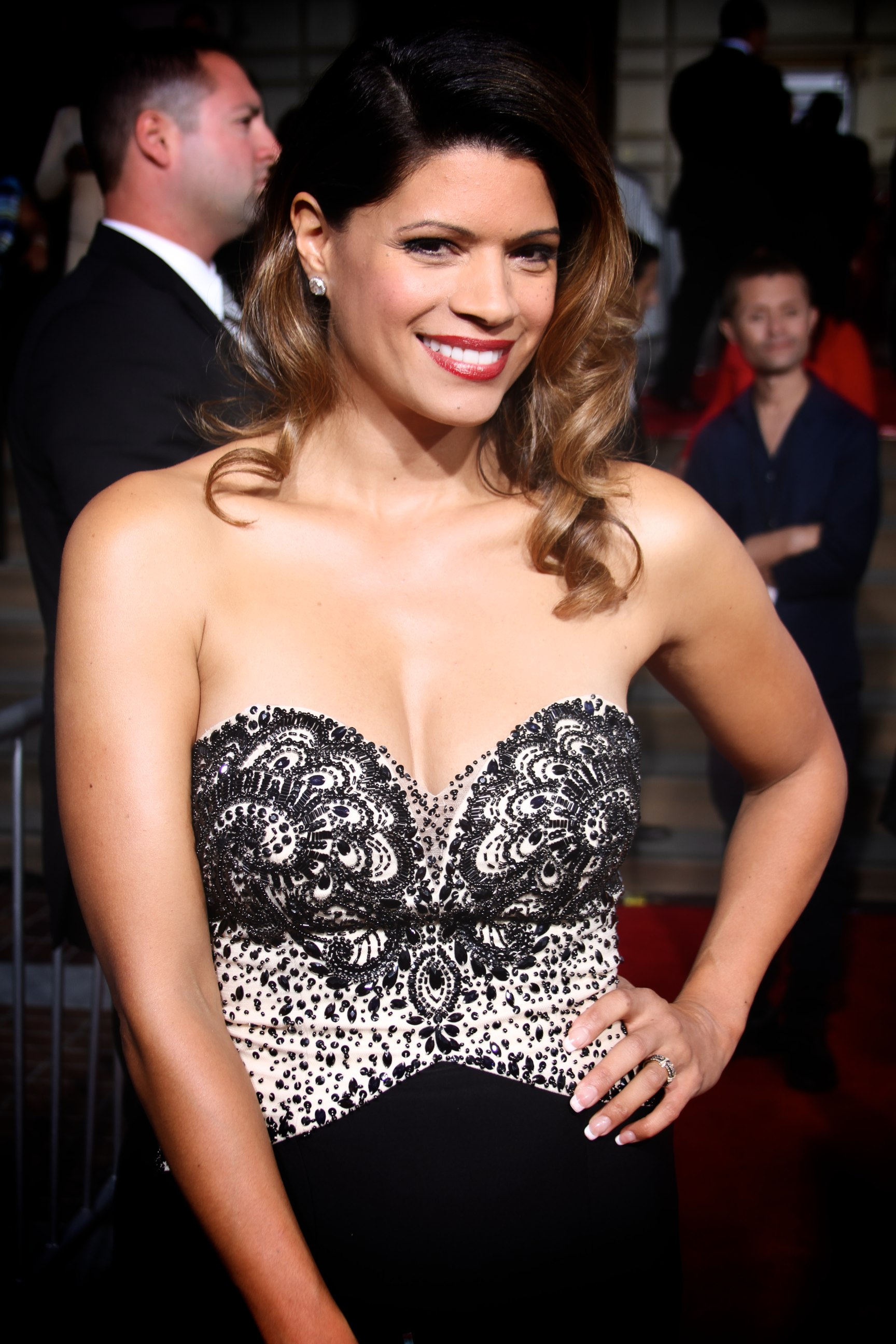
安德莉亞·娜菲道飾演希歐瑪拉·維拉紐瓦

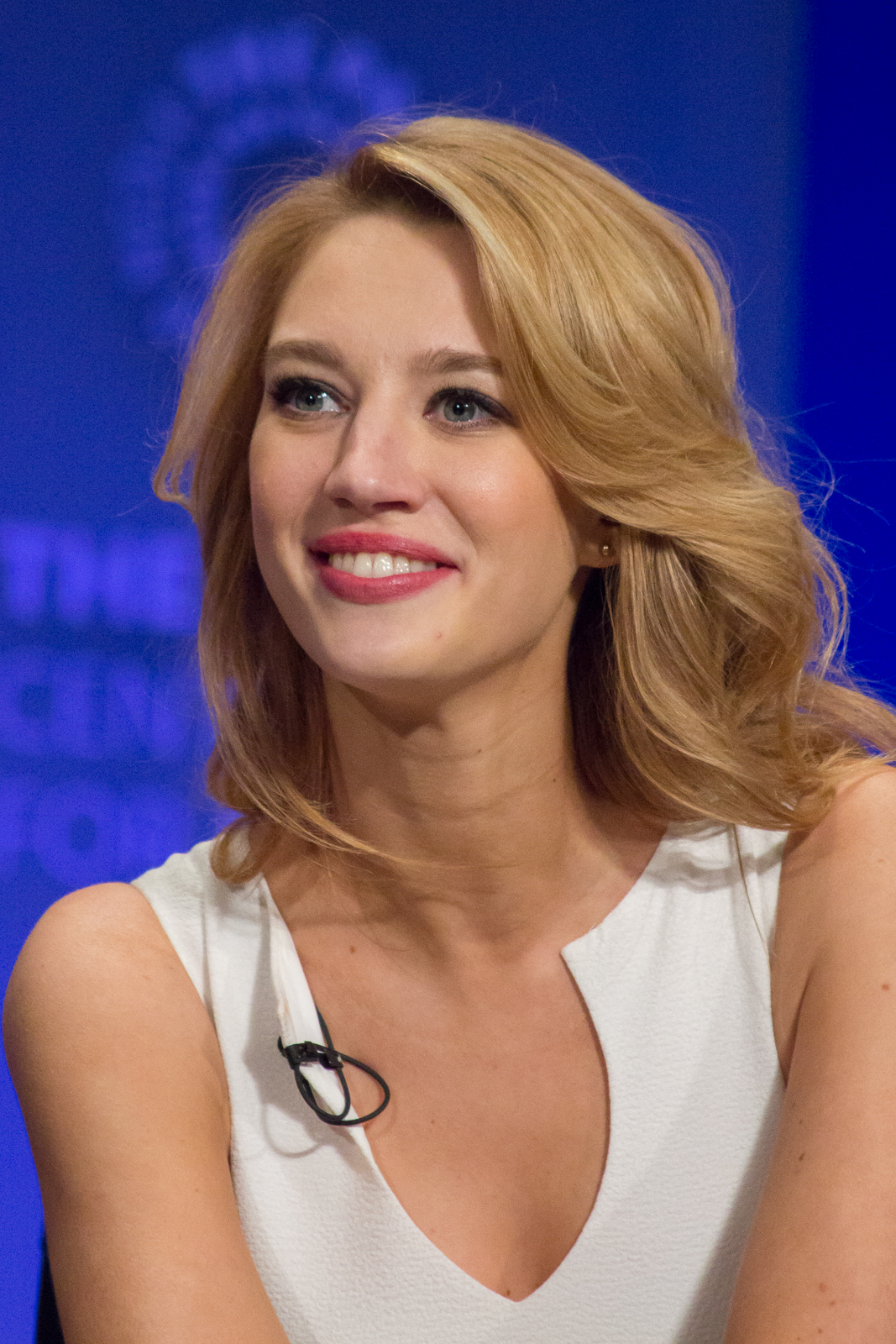
雅兒·格洛布格拉斯分飾姵特拉·索拉諾與其雙胞胎妹妹阿妮姿卡·阿楚雷特。

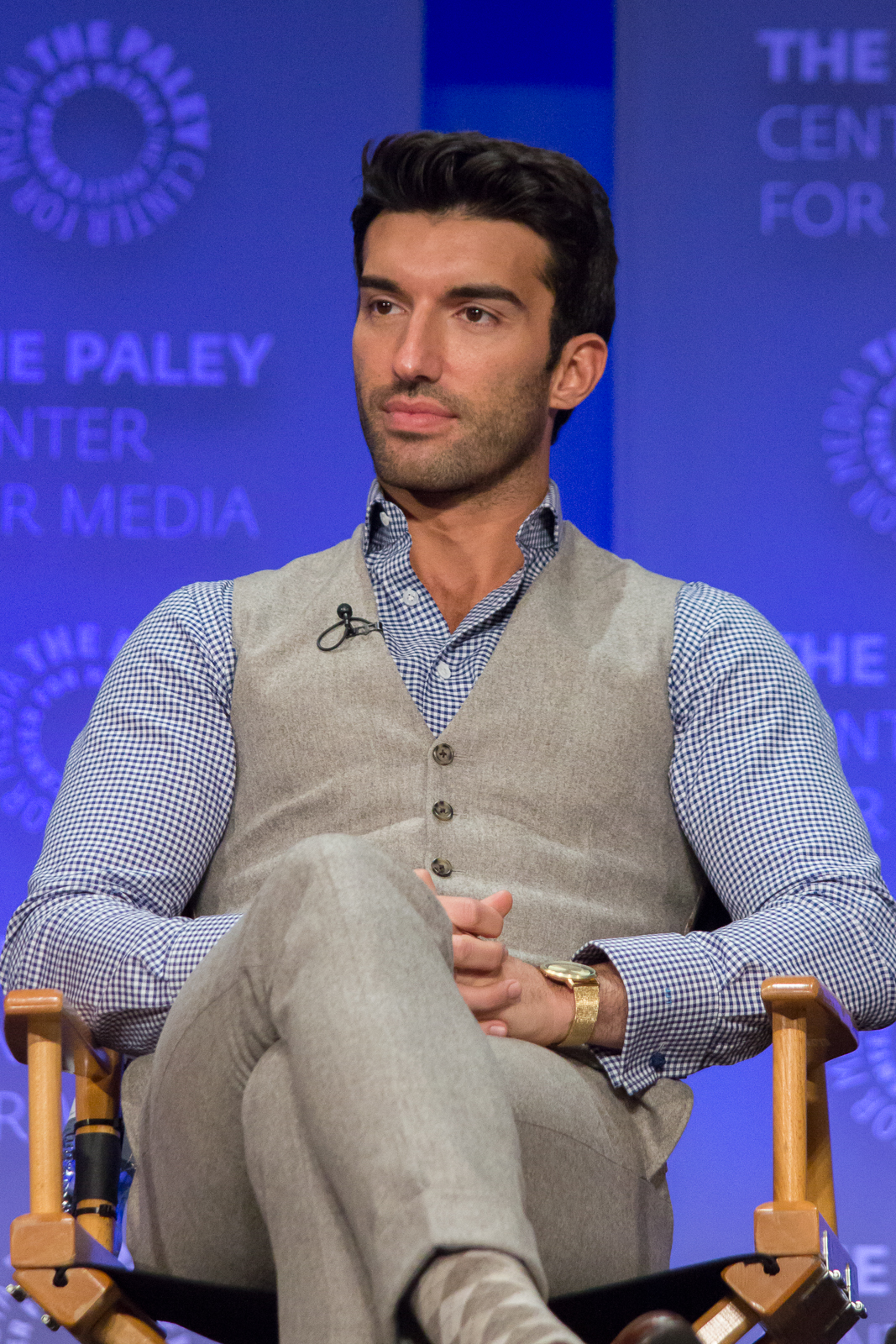
賈斯汀·巴爾多尼飾演拉斐爾·索拉諾

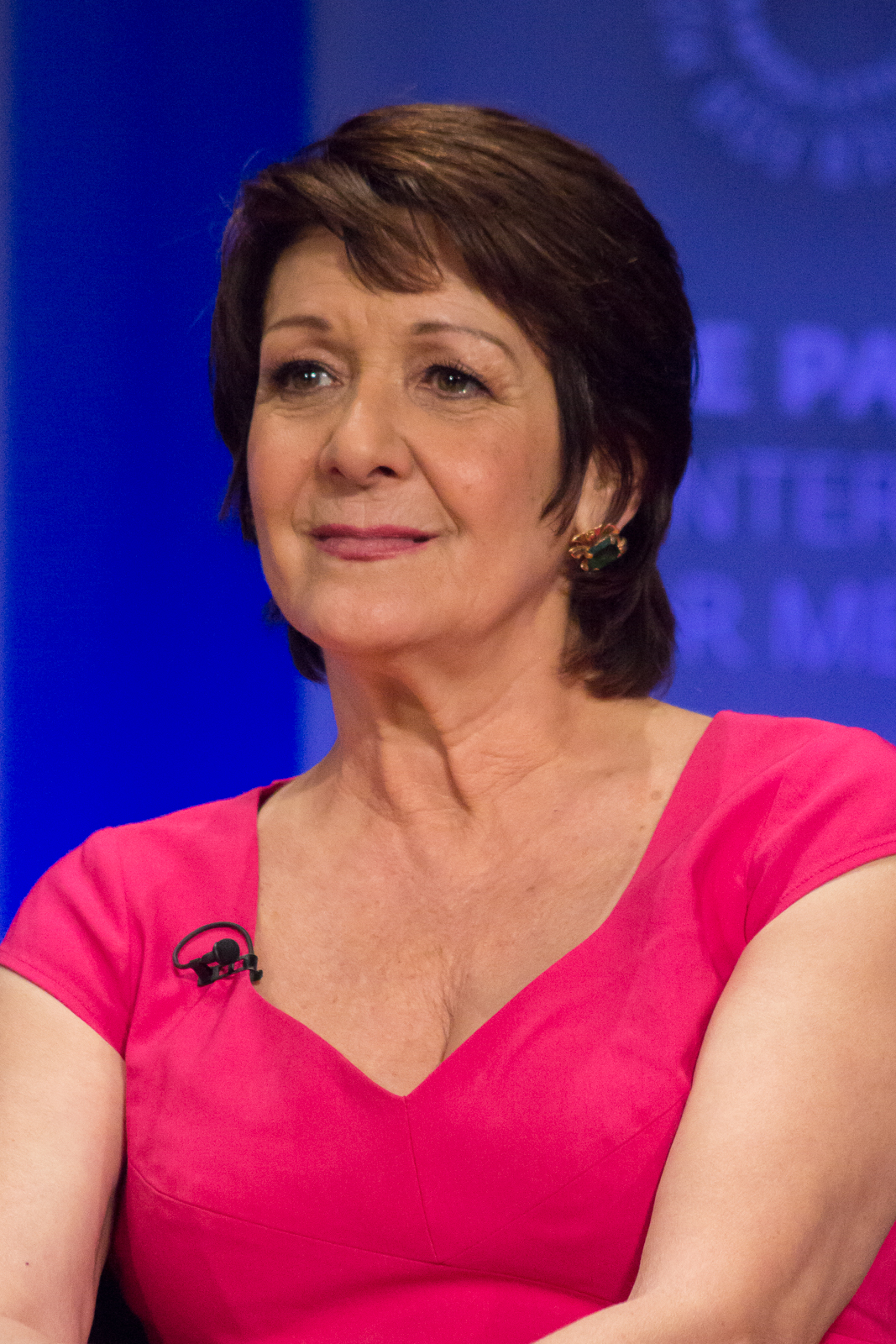
伊凡·科爾飾演艾兒芭·維拉紐瓦

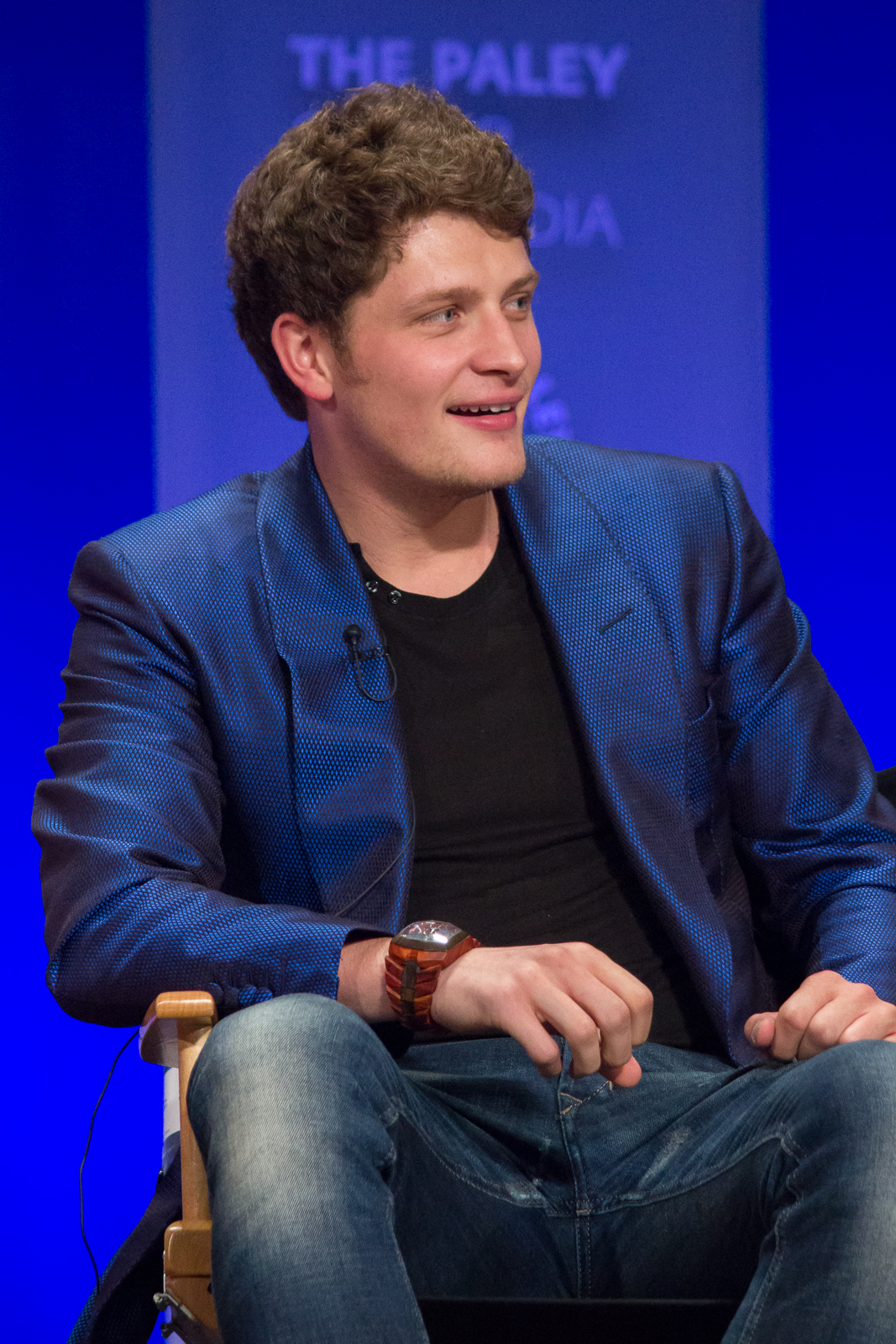
布雷特·迪爾飾演小麥可·科代洛

- 吉娜·羅德里奎 飾演 貞·葛蘿莉安娜·維拉紐瓦（Jane Gloriana Villanueva）

23–歲，虔誠的拉丁裔女孩，至今仍是個處女，曾經暗戀拉斐爾。屈於現實，她選擇擔任老師，但她夢想成為一位作家。在一次意外被露易莎植入拉斐爾的精子後，生活開始被打亂。非常深愛未婚夫麥可，但在拉斐爾闖入自己的生活後，她開始動搖，並選擇離開因拉斐爾的出現而做出錯誤決定的麥可。在和麥可分手後，與拉斐爾陷入熱戀，然而在經歷了風風雨雨後，兩人發現彼此的生活與目標有所差距，最後走向了分手的結局。在兒子馬特奧出生後，她開始在拉斐爾與麥可之間徘徊，而當她發現麥可似乎才是她想要共度餘生的對象時，卻因拉斐爾與麥可之間的紛爭，而意識到應該將馬特奧放在首位。在蘿絲死後，和麥可舊情復燃，並重新論及婚嫁。幸福的貞在與麥可步入禮堂的當晚，麥可遭受槍擊性命垂危，所幸麥可最後倖存並康復，而貞也在婚後迎來人生的“第一次”。《愛雪紛飛》（Snow Falling）作者。
- 珍娜·奧特嘉與莉莉安娜·瓦倫祖拉（Lillianna Valenzuela）飾演幼年時期的貞

- 安德莉亞·娜菲道（英语：Andrea Navedo） 飾演 “希歐”瑪拉·葛蘿莉安娜·維拉紐瓦（Xiomara "Xo" Gloriana Villanueva）

貞外放的母親，與貞相比更像女兒，為一名舞蹈教師，夢想成為歌星。與羅赫里歐重逢後，再度與羅赫里歐陷入熱戀。在接受了羅赫里歐的求婚後，她希望這次可以為自己而活，因此不想要再養育孩子，故選擇和羅赫里歐分手。
- 凱瑟琳·托里比歐（Catherine Toribio）飾演青少女時期的希歐瑪拉。

- 雅兒·格洛布格拉斯（英语：Yael Grobglas） 飾演 姵特拉·索拉諾（Petra Solano）

本名：娜塔莉·弗洛希克（Natalia Fruôcek），1985年出生，拉斐爾的妻子後離婚，人間尤物，實為捷克人。表面深愛拉斐爾，實際卻想從拉斐爾身上獲利，更在背地裡與札佐外遇。札佐死後，勾搭前未婚夫拉克蘭好擊敗拉斐爾，殊不知拉克蘭卻對自己進行了報復計畫。後來在前男友米洛許的幫助下，成了瑪貝拉飯店的共同經營人，並發現自己仍愛著拉斐爾。後來意外得到拉斐爾的精子，並擅自植入自己的身體而懷上拉斐爾的孩子，就在這時，米洛許帶著陰謀回歸並逼迫姵特拉嫁給他。在懷孕後與貞成了朋友，並努力拋開過去的陰霾，但家人卻總是成為她追求幸福的絆腳石。產下了一對女雙胞胎－艾莎（後改名為艾莉）與安娜，並試著適應當母親的新生活。為了保護阿妮姿卡而和貞鬧翻，殊不知，阿妮姿卡卻暗算了自己。在經歷調包事件後，產生了心理疾病。
- 賈斯汀·巴爾多尼 飾演 拉斐爾·索拉諾（Rafael Solano）

瑪貝拉飯店所有人，前花花公子，姵特拉的丈夫後離婚，馬特奧的生父，癌症倖存者。在遇見貞後，他發現自己對貞有著特別的情感，後與之陷入熱戀。非常深愛貞，但在複雜情緒的驅使下，選擇與貞分手。在兒子馬特奧出生後，他一心想挽回貞，好與貞組織一個完美的家庭，甚至不惜出賣麥可，但他隨即發現一切都已為時已晚。雖然他仍掛心於貞，但他最後還是選擇祝福貞和麥可，並試著向前邁進。實際上並非索拉諾家的親骨肉，而是艾琳娜領養來頂替自己流產掉的孩子。為了成為三個孩子的好榜樣，他決定矯正自己的作為，選擇為自己曾做的不法負責。
- 伊凡·科爾（英语：Ivonne Coll） 飾演 艾兒芭·葛蘿莉安娜·維拉紐瓦（Alba Gloriana Villanueva）

貞的外婆，家庭健康護理員，後成為瑪貝拉禮品店員工。是個非常保守又虔誠的拉丁裔女子，為非法移民者，一直以來都是扮演貞與希歐瑪拉的支柱。原本非常排斥申請綠卡，但後來她意識到自己不該再繼續躲躲藏藏，於是決定為了家人而勇敢申請綠卡。過去曾在婚前發生性行為而遭人指指點點，故不想女兒與孫女都受到相同的眼光對待。
- 蘿西·加西亞（Rosie Garcia）飾演年輕時期的艾兒芭。

- 布雷特·迪爾 飾演 小麥可·科代洛（Michael Cordero, Jr.）

貞的未婚夫，為一名警探。非常深愛貞，很在意貞與拉斐爾之間的曖昧，因此一度和姵特拉聯手。與貞取消婚約後，變得有些消極，並展開追捕毒梟的臥底行動。他發現自己不能沒有貞，因此一心想奪回貞的芳心，而正當貞終於正視對自己的情感時，卻因為蘿絲與娜汀的案件而功虧一簣。為保護貞和馬特奧而選擇拒絕貞的情感，在蘿絲死後，才重新挽回貞，並找回過去的浪漫。在與貞步入禮堂當晚，發現蘇姍娜的真面目，進而遭到槍擊昏迷，所幸最後平安甦醒，並和貞展開甜蜜的婚姻生活。在辭去警探職位後，打算成為一名律師，但因槍傷後遺症而忽然驟逝。
- 傑米·卡米爾（英语：Jaime Camil） 飾演 羅赫里歐·迪·拉·維加（Rogelio de la Vega）

貞的生父，著名花中年電視演員，貞欣賞的肥皂劇明星，曾在陰錯陽差的情況下當過牛郎。在知道貞的存在後，希望可以參與貞的人生，並在與希歐瑪拉重逢後，與希歐瑪拉再度陷入熱戀。向希歐瑪拉求婚，但因希歐瑪拉不想要再有孩子而告吹。與麥可為忘年之交。
- 埃萊亞斯·詹森（Elias Janssen） 飾演 馬特奧·葛蘿莉安娜·羅赫里歐·索拉諾·維拉紐瓦（Mateo Gloriana Rogelio Solano Villanueva）

4–歲，貞與拉斐爾的兒子。
- 嬰兒時期由亞當寶寶（Baby Adam）飾演，2歲時期由艾登·費南戴茲（Aiden Fernandes）飾演，5歲時期由梅迪遜·羅哈斯（Madison Rojas）飾演，青少年時期由菲昂·詹姆斯（Fionn James）飾演，19歲時期由費南多·路易斯·維加（Fernando Luis Vega）飾演。第3季由喬瑟夫·山德斯常駐飾演4歲的馬特奧，第4季起由曾在第3季短暫飾演4歲時期馬特奧的埃萊亞斯·詹森加入主演群演出。

## 常設角色

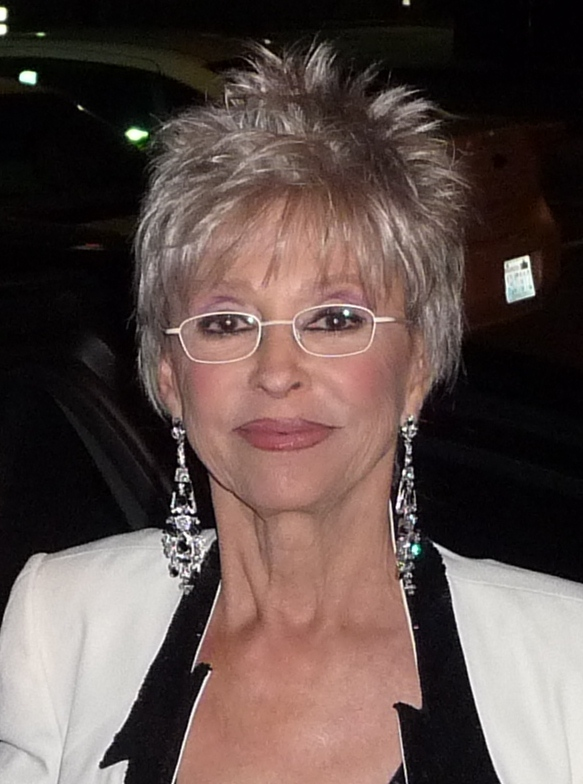
麗塔·莫瑞諾飾演莉莉安娜·迪·拉·維加

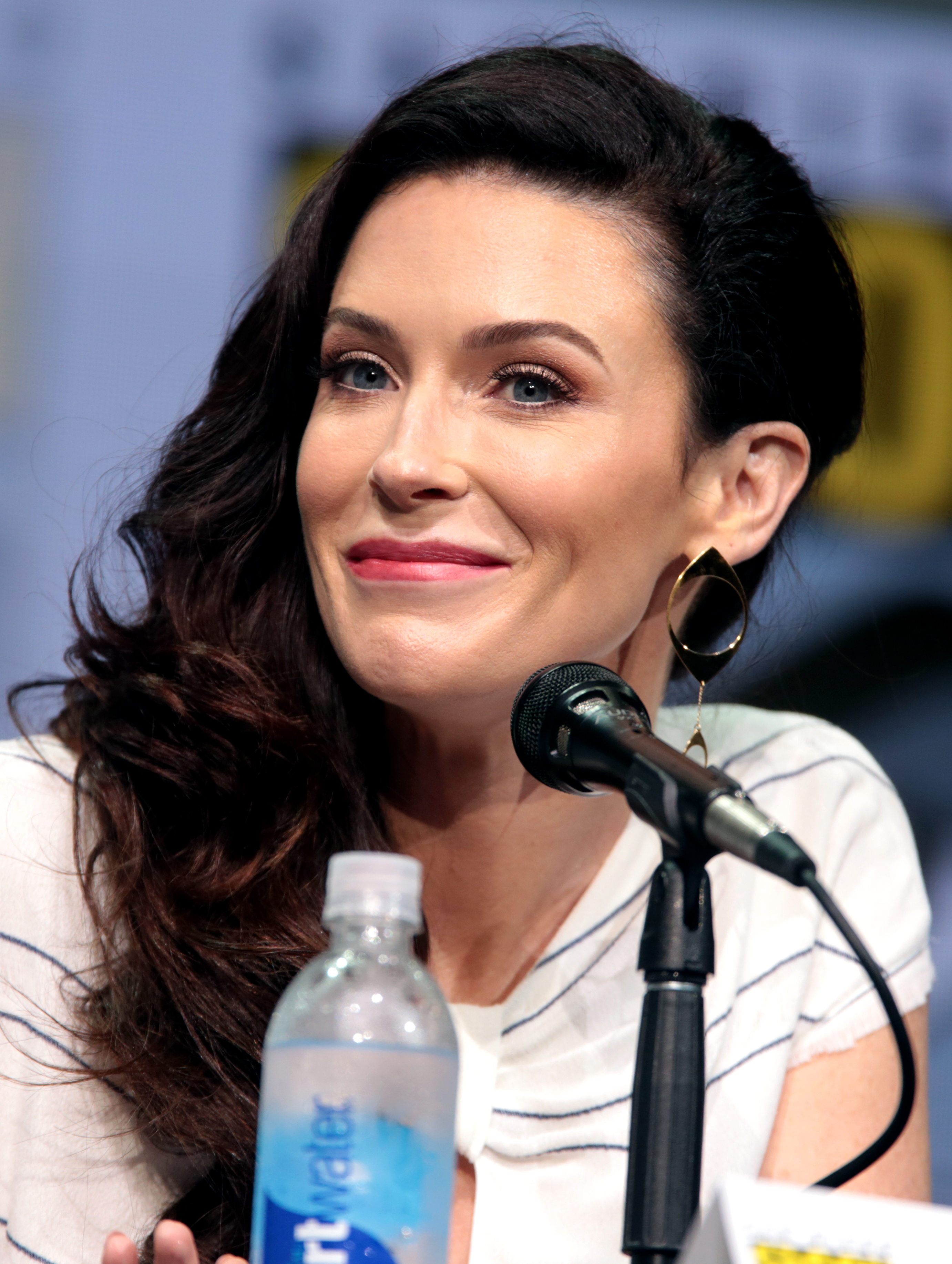
布麗奇特·里根飾演蘿絲（希恩·羅斯托）

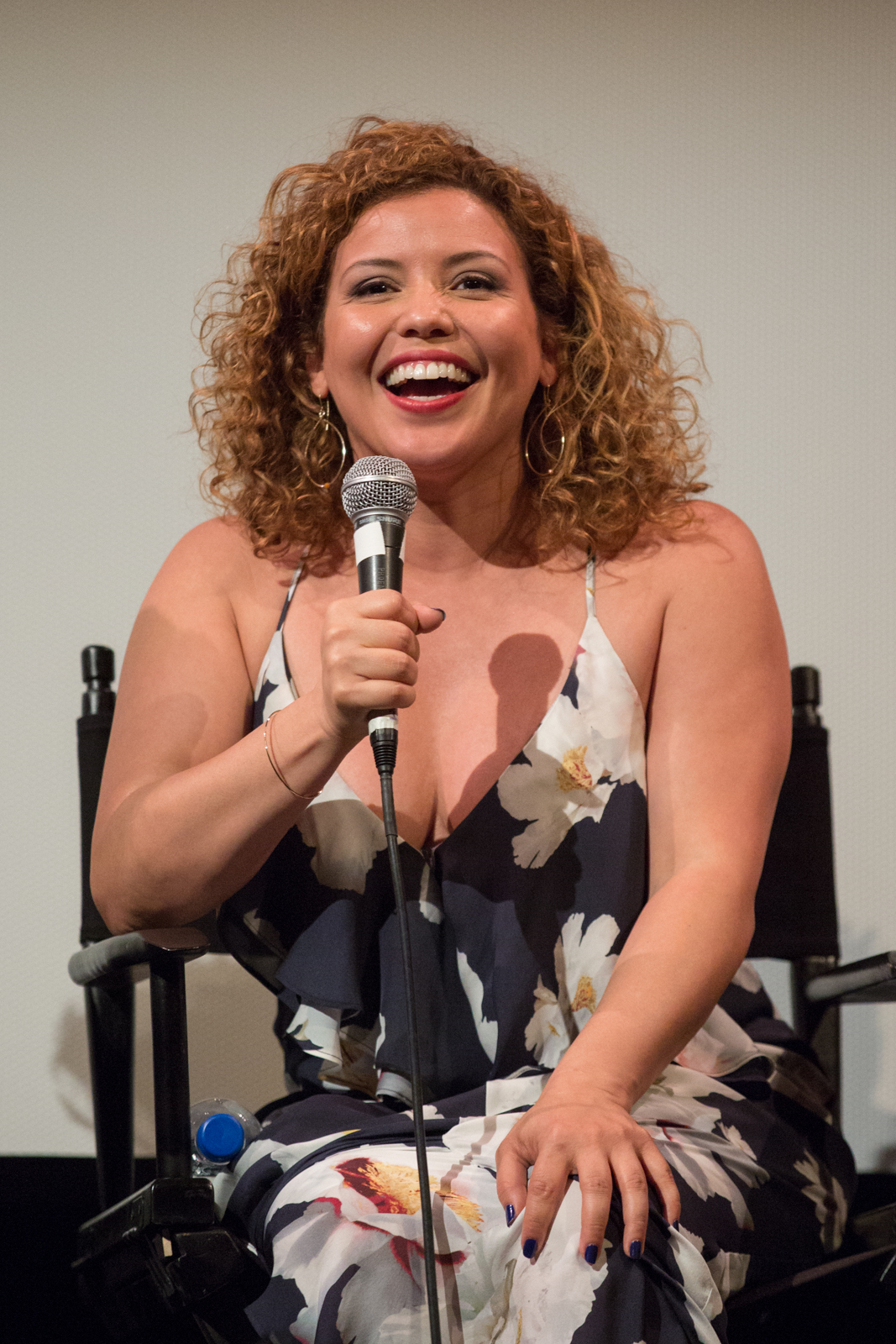
賈絲汀娜·瑪查多飾演妲西·費克特

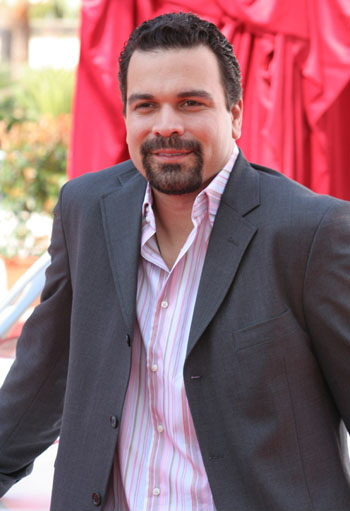
李卡多·安東尼歐·查維拉飾演布魯斯

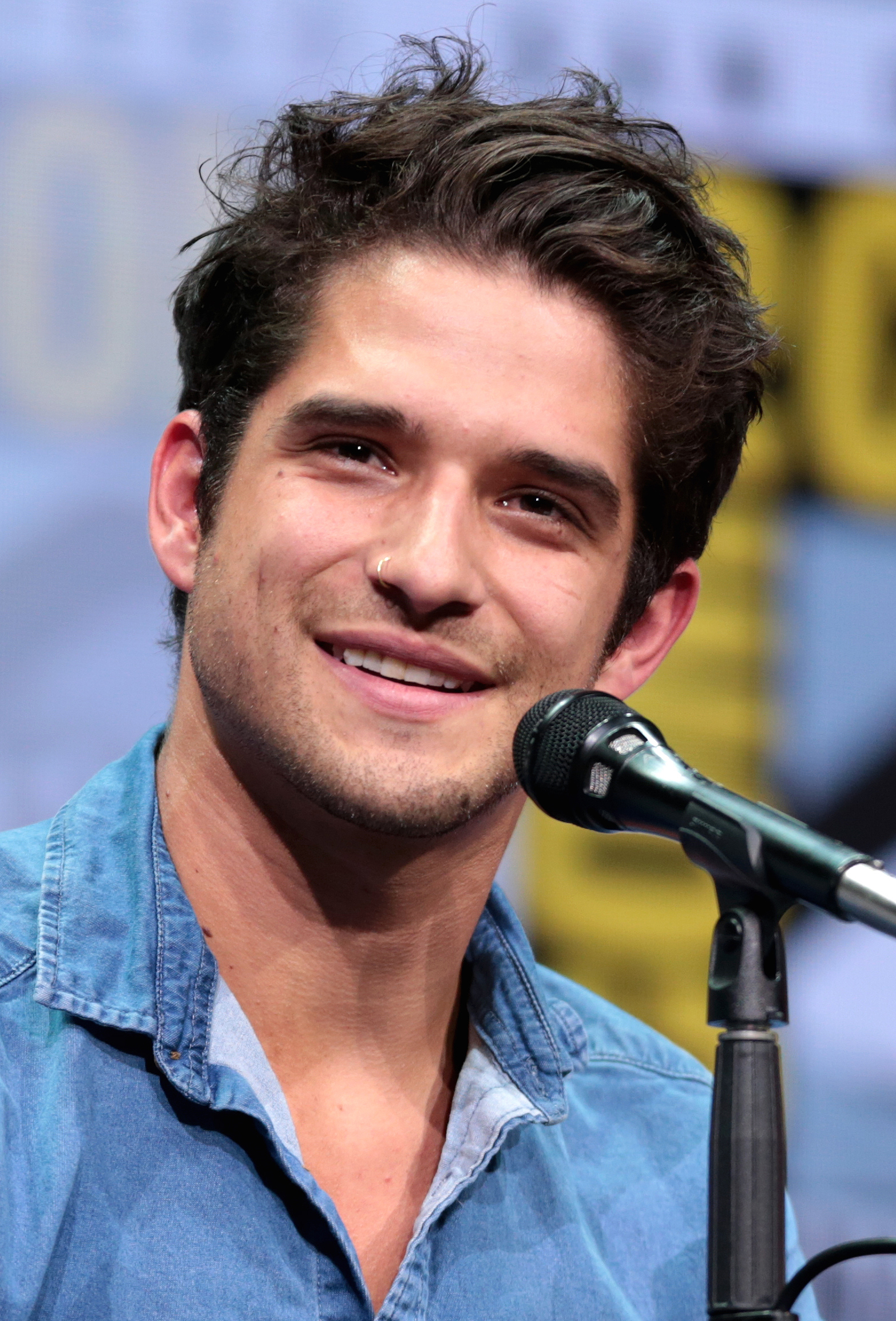
泰勒·波西飾演亞當·阿爾瓦羅

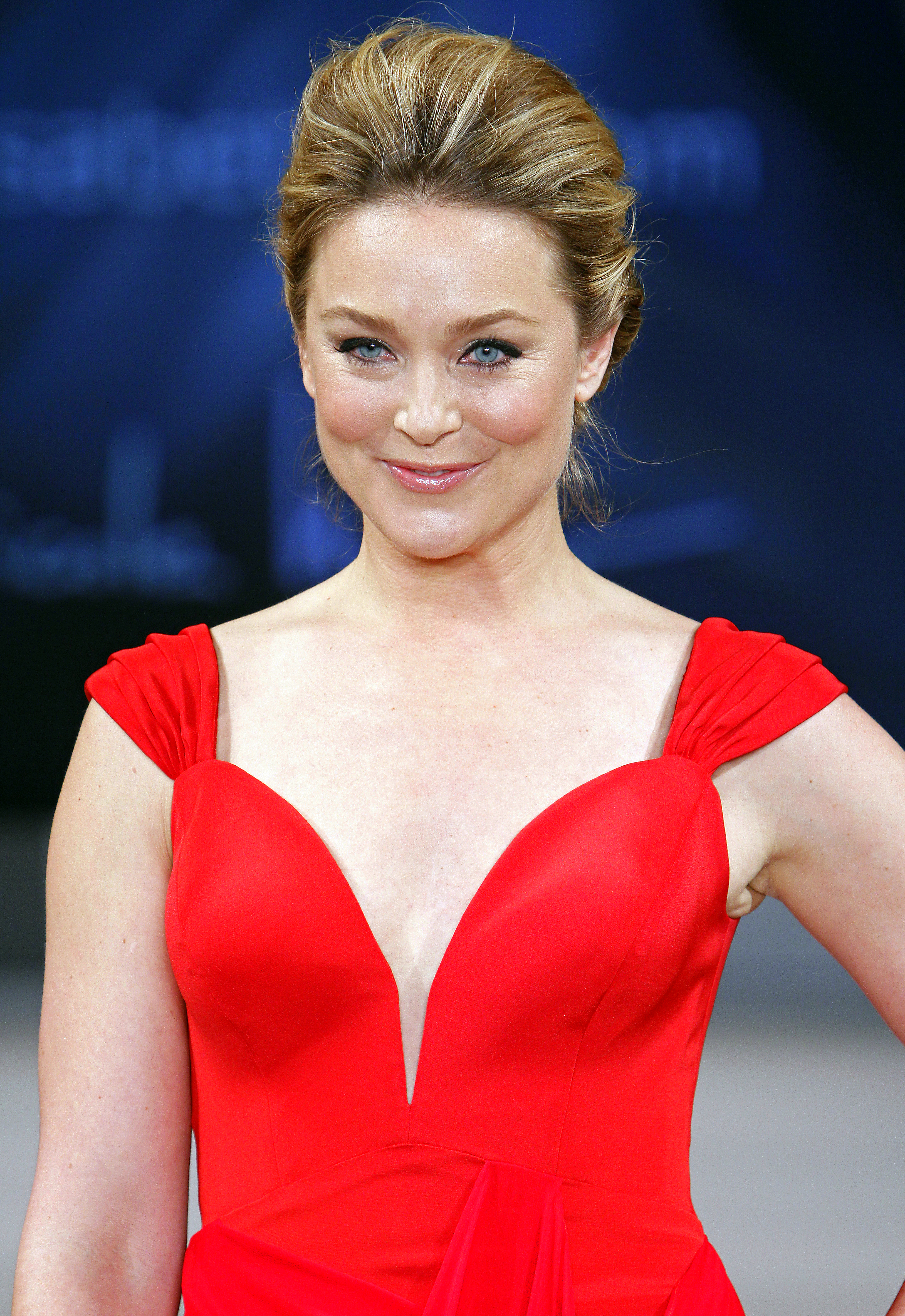
伊麗莎白·羅姆 飾演 艾琳

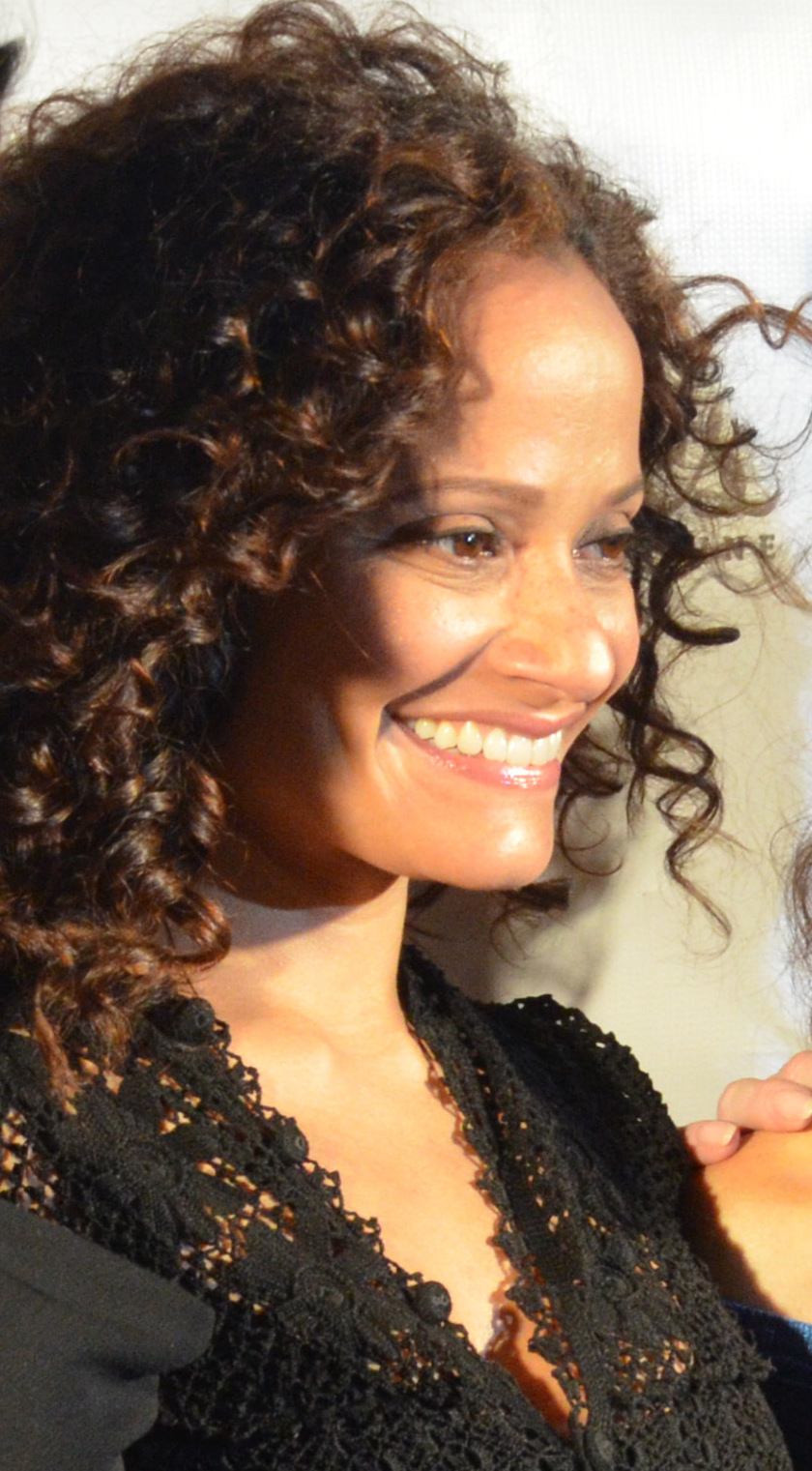
茱蒂·雷耶斯飾演迪娜·米拉格羅

- 麗塔·莫瑞諾 飾演 莉莉安娜·迪·拉·維加（Liliana de la Vega）

羅赫里歐的母親，非常溺愛羅赫里歐，對希歐瑪拉有著歧見。
- 珍·西摩兒 飾演 亞曼達·艾蓮（Amanda Elaine）

知名浪漫小說作家，寫作討論會領導，羅赫里歐的舊情人。
- 雅兒·格洛布格拉斯（英语：Yael Grobglas） 飾演 阿妮姿卡·阿楚雷特（Anežka Archuletta）

姵特拉的孿生妹妹，對自我極度沒自信，同時對拉斐爾傾心。實際上正暗中與美格達合作，並在對姵特拉施打了藥物後，與姵特拉互換身分。在被拉斐爾拒絕後，和史考特好上，並聯手展開勒索拉斐爾的行動。在調包事件失敗後，和史考特結為連理。
- 雅拉·馬丁內茲（英语：Yara Martinez） 飾演 露易莎·奧佛（Luisa Alver）

拉斐爾同父異母的姊姊，是位醫師。因得知老婆外遇而失了魂，不小心替貞做了人工受精，並因此被吊銷醫師執照。是個放蕩不羈、毫無責任感的人，企圖以酒精來逃避現實。與蘿絲有過一段情，亦因深愛蘿絲而做出許多錯誤決定，後愛上蘇姍娜並與之交往。在得知蘇姍娜即為蘿絲後，還是選擇回到拉斐爾身邊，並試著讓自己回歸正常。
- 布麗奇特·里根（英语：Bridget Regan） 飾演 蘿絲／希恩·羅斯托（Rose / Sin Rostro）

前律師，露易莎的前女友，拉斐爾與露易莎的繼母，背著埃米里歐與露易莎舊情復燃。實際上是個大毒梟，同時也是艾琳娜的繼女，而最後疑似被艾琳娜殺害。事實上並未死亡，並長期假扮成蘇姍娜，後來身分被揭露而假扮成艾琳。
- 邁克爾·拉代 飾演 拉克蘭·摩爾（Lachlan Moore）

拉斐爾事業上的對手，姵特拉前未婚夫，對拉斐爾與姵特拉懷恨在心。
- 賈絲汀娜·瑪查多（英语：Justina Machado） 飾演 妲西·費克特（Darci Factor）

上流愛情媒人，與佩蒂·史坦傑及布萊安特·岡堡為事業上的敵手。
- 李卡多·查維拉（英语：Ricardo Antonio Chavira） 飾演 布魯斯（Bruce）

希歐瑪拉的前男友，因和希歐瑪拉外遇而造成希歐瑪拉的困擾。
- 蘿賽李奧·道森 飾演 貞·拉莫斯（Jane Ramos）

辯護律師，姵特拉雇來為阿妮姿卡之死辯護，但她另有所圖。
- 泰勒·波西 飾演 亞當·愛德華多·阿爾瓦羅（Adam Eduardo Alvaro）

貞的初戀，因前往紐約就學而分手，如今已成為一名漫畫家。
- 伊麗莎白·羅姆 飾演 艾琳（Eileen）

露易莎的新女友，實際上是將肖像借給蘿絲使用。
- 布魯克·雪德絲 飾演 芮佛·費爾茲（River Fields）

知名女演員兼超模，與羅赫里歐為宿敵關係。
- 卡羅·羅塔（英语：Carlo Rota） 飾演 埃米里歐·索拉諾（Emilio Solano）

拉斐爾與露易莎的父親，後被蘿絲殺害。
- 茱蒂·雷耶斯（英语：Judy Reyes） 飾演 迪娜·米拉格羅（Dina Milagro）

肥皂劇《桑托斯激情》主編劇，曾暗算過羅赫里歐，後與羅赫里歐發展戀人關係。
- 切奇·馬林 飾演 愛德華（Edward）

與艾兒芭在同一間復健中心復健的男子，為一名神父。
- 萊恩·戴福林（英语：Ryan Devlin） 飾演 比利·科代洛（Billy Cordero）

麥可的哥哥，不斷向麥可伸手要錢。
- 尼可拉斯·岡薩雷茲 飾演 馬可·埃斯奎法爾（Marco Esquivel）

希歐跳舞班學生的家長，前國家足球員，喜歡希歐瑪拉。
- 阿拉諾·邁爾（英语：Alano Miller） 飾演 洛曼·札佐（Roman Zazo）

貞的上司，拉斐爾的好友，姵特拉的外遇對象，與姵特拉謀劃得到拉斐爾的財產，後卻遭到殺害。實際上是死的是哥哥亞倫，並冒充亞倫的身分回到瑪貝拉，最後在綁架姵特拉時被姵特拉殺害。
- 阿拉諾·邁爾 飾演 亞倫·札佐（Aaron Zazo）

洛曼的雙胞胎哥哥，實際上早已死亡。
- 雅姿·塔斯費（英语：Azie Tesfai） 飾演 娜汀·漢森（Nadine Hansan）

警探，麥可的夥伴，與麥可不合，後對麥可產生感情。因蘿絲以自己家人的性命作為威脅，因此不得不幫蘿絲做事。最後為幫麥可擋子彈而中槍身亡。
- 亞當·羅德里奎（英语：Adam Rodriguez） 飾演 喬納森·查維茲（Jonathan Chavez）

故事集《網球短褲》作者，貞的寫作老師，曾結過一次婚。
- 梅根·凱琪（英语：Megan Ketch） 飾演 蘇姍娜·巴奈特（Susanna Barnett）

出身自塔斯卡盧薩，麥可的新搭檔，受上級之命派來監視麥可。在和麥可調查蘿絲案時，認識了露易莎並發展出情愫，而她實際上由蘿絲喬裝之。
- 黛安·格雷羅（英语：Diane Guerrero） 飾演 黎娜·桑提連（Lina Santillan）

貞的同事、好友兼高中同窗，與比利交往。
- 法比亞娜·尤汀尼歐（英语：Fabiana Udenio） 飾演 艾琳娜·迪·諾拉（Elena Di Nola）

拉斐爾的母親，因外遇而離開了索拉諾家。實際上是毒梟穆特，也是蘿絲的繼母。
- 凱特·戴·卡斯提洛（英语：Kate del Castillo） 飾演 露西亞娜·里昂（Luciana Leon）

羅赫里歐的前妻，拉丁女星，對羅赫里歐影響極深。
- 普西拉·巴恩斯（英语：Priscilla Barnes） 飾演 美格達（Magda）

姵特拉的母親，為了綁住姵特拉而假裝行動不便。因艾兒芭發現了其綁架伊凡的事，而將艾兒芭推下樓梯導致其昏迷，後因此事而入獄。在維拉紐瓦一家人的幫助下出獄，卻因伊凡威脅自己而殺害了伊凡。為了擺脫罪嫌而嫁禍給姵特拉，最後被姵特拉反將一軍移送法辦。
- 安娜·迪·拉·洛奎拉（英语：Ana de la Reguera） 飾演 帕歐拉／蘿拉（Paola / Lola）

羅赫里歐的新助理，謊稱曾為珍妮佛·洛佩茲工作。實際上是羅赫里歐剛出獄的筆友蘿拉，也是羅赫里歐的跟蹤狂狂粉。
- 梅蘭妮·梅隆（英语：Melanie Mayron） 飾演 瑪琳·唐納森（Marlene Donaldson）

貞的寫作導師，極度不喜歡浪漫小說。
- 卡斯圖羅·奎拉（英语：Cástulo Guerra） 飾演 曼紐爾·迪·拉·維加（Manuel de la Vega）

羅赫里歐的父親，是位同性戀者。
- 凱瑟琳·約克（英语：Kathleen York） 飾演 安吉莉·哈珀（Angelique Harper）

知名作家，貞喜愛的作家之一。
- 莫莉·哈根（英语：Molly Hagan） 飾演 派翠西亞·科代洛（Patricia Cordero）

麥可的母親。
- 麥特·費洛（英语：Mat Vairo） 飾演 德瑞克·魯佛（Derek Ruvelle）

艾琳娜的兒子。
- 馬塞洛·圖伯特（英语：Marcelo Tubert） 飾演 帕布羅·阿隆索·塞古拉（Pablo Alonso Segural）

艾兒芭的初戀。
- 敏卡·凱利 飾演 艾比·惠特曼（Abbey Whitman）

惠特曼賀卡公司所有人，拉斐爾的新女友。
- 伊芳恩·歐吉（英语：Yvonne Orji） 飾演 史黛西（Stacy）

馬特奧幼稚園同學的媽媽。
- 瑪雅·卡贊 飾演 克蘿伊·利蘭（Chloe Leland）

出版社副主席，貞的惡魔上司。
- 強尼·梅斯納 飾演 查克·切瑟（Chuck Chesser）

瑪貝拉隔壁的費爾威克成人旅館所有人，為瑪貝拉的敵手，同時與姵特拉有著激情關係。
- 蘇菲亞·珀納斯（英语：Sofia Pernas） 飾演 卡特琳娜·瑪麗亞·莫拉（Catalina Maria Mora）

貞的表妹，艾兒芭姊姊兒子的女兒，出生於西班牙，兩歲時搬往倫敦，現居紐約。在拜訪邁阿密後，與貞相認，並和拉斐爾產生情愫。
- 喬治·迪亞茲（Jorge Diaz） 飾演 J·D·古茲曼（JD Guzman）

羅赫里歐的實習生，為一名作家。
- 艾莉克絲·梅芮賽絲 飾演 凱瑟琳·柯提斯（Katherine Cortes）

柯提斯飯店集團所有人，瑪貝拉的潛在投資者。
- 安琪·塞佩達（英语：Angie Cepeda） 飾演 艾莉安娜·查凡多（Adriana Chavando）

人稱墨西哥蘇珊·露琪，獲白鴿獎14次提名。
- 法蘭西斯科·聖·馬丁（Francisco San Martin） 飾演 法比安·里加洛·迪·西耶洛（Fabian Regalo de Cielo）

羅赫里歐新肥皂劇的聯合主演。
- 諾瑪·瑪多娜多（英语：Norma Maldonado）

肥皂劇《穿越時空的迪亞哥》導演。
- 雷斯·梅德林（英语：Lex Medlin） 飾演 傑瑞（Jerry）

出身自塔斯卡盧薩，肥皂劇劇組人員。
- 瑞秋·迪佩洛（Rachel DiPillo） 飾演 安蒂（Andie）

麥可的前女友，貞參加的寫作讀書會同伴。
- 德尼茲·阿克丹尼茲（英语：Deniz Akdeniz） 飾演 艾力克斯（Alex）

馬特奧的學校助教。
- 埃文·托德（Evan Todd） 飾演 傑洛米·豪（Jeremy Howe）

貞的編輯
- 卡米兒·柯拉德（Camille Collard） 飾演 法蘭琪（Frankie）

貞的同事兼好友，後被編入裁員名單而離開。
- 衛斯·阿姆斯壯（Wes Armstrong） 飾演 史考特·阿楚雷特（Scott Archuletta）

瑪貝拉員工，曾任埃米里歐、拉斐爾與姵特拉的助理。因發現姵特拉偷植拉斐爾的精子，而要姵特拉讓拉斐爾將自己升職為經理。
- 克里斯托弗·艾倫（Christopher Allen） 飾演 丹尼斯·錢伯斯（Dennis Chambers）

警探，麥可的同事。
- 布萊恩·戴爾（Brian Dare） 飾演 盧卡（Luca）

貞的同事兼好友，為一名同性戀者。
- 凡妮莎·梅洛爾（Vanessa Merrell） 飾演 瓦蕾莉亞·迪·拉·維加（Valeria de la Vega）

羅赫里歐與經紀人前妻的女兒，薇多莉亞的孿生姊姊。
- 芙朗妮卡·梅洛爾（Veronica Merrell） 飾演 薇多莉亞·迪·拉·維加（Victoria de la Vega）

羅赫里歐與經紀人前妻的女兒，瓦蕾莉亞的孿生妹妹。
- 凱勒·沃瑟姆（Keller Wortham） 飾演 埃斯特班·桑提亞哥（Esteban Santiago）

羅赫里歐最強勁、最帥氣的競爭對手，後對希歐瑪拉傾心。
- 克里斯托福·科賓（Christopher Corbin） 飾演 伊凡（Ivan）

米洛許的手下，起初勒索姵特拉，後被姵特拉與美格達綁架，最後與其和平了事。在發現姵特拉與美格達陷害米洛許後，威脅美格達時被美格達殺害。
- 麥斯·博德·瑞尼爾（Max Bird-Ridnell） 飾演 米洛許（Milos）

姵特拉的前男友，導致美格達毀容的兇手，至今仍愛著姵特拉。
- 布萊恩·喬登·艾爾瓦瑞茲（Brian Jordan Alvarez） 飾演 衛斯理·麥斯特斯（Wesley Masters）

貞的寫作學程同學，假裝與貞成為好友，並在背後暗中調查索拉諾家族的事。
- 雪莉·巴哈拉（Shelly Bhalla） 飾演 克莉希娜（Krishna）

瑪貝拉員工，姵特拉的新助理，非常害怕姵特拉，同時也為拉斐爾的助理，為一名女同性戀者。
- 迪尼斯·門西亞（Dennis Mencia） 飾演 老馬特奧·維拉紐瓦（Mateo Villanueva, Sr.）

艾兒芭已逝的丈夫，貞的爺爺，希歐瑪拉的父親。
- 阿爾方索·迪盧卡（Alfonso DiLuca） 飾演 喬治（Jorge）

瑪貝拉精品店店員，與艾兒芭相戀。
- 理察·謝爾頓（英语：Richard Shelton (actor)） 飾演 阿諾德·德蒙尼利爾（Arnaud Demonillier）

卡特琳娜的丈夫，蒙納古王座第34位繼承人。
- 奧利佛·費坤爾（Oliver Vaquer） 飾演 理查·布萊克（Richard Blake）

學校教授。
- 莉迪亞·波托（Lidia Porto） 飾演 琪帕（Chepa）

專業的資深保姆。
- 凱特·柯恩（Cate Cohen）

電視網高層執行長。
- 艾達·魯茲·普拉（Ada Luz Pla）

電視網副執行長。
- 茱莉安娜·巴寧格（Julianna Barninger）

電視台網階執行長。
- 葛蘿莉亞·卡爾德隆·凱雷特（英语：Gloria Calderon Kellett）

電視網高層執行長。
- 喬納森·吳芮（Jonathan Ohye） 飾演 艾瑞克·吳（Eric Wu）

拉斐爾雇來告發麥可放走娜汀的人。
- 克雷格·李·湯瑪斯（Craig Lee Thomas） 飾演 艾爾維斯·耶格（Elvis Yeager）

瑪貝拉飯店新大廳經理，為拉斐爾的獄友。
- 梅莉·莎薇娜（Marri Savinar） 飾演 萊拉（Lilah）

貞的同事，飯店職員。
- 丹奈·羅德里奎（Dannay Rodriguez） 飾演 泰絲（Tess）

布魯斯的女兒，對和父親外遇的希歐瑪拉感到不排斥與憎恨。JUSTINA（Ellie Solano）
姵特拉與拉斐爾的女兒，安娜的孿生姊妹，原本有意取名為艾莎（Elsa）。
- 喬書亞·張（Joshua Chang） 飾演 丹尼·趙（Danny Zhao）

黎娜論及婚嫁的男友，個性宛如男版的貞。
- 格雷罕·希布利（Graham Sibley） 飾演 卡爾（Carl）

本名安東（Anton），奧蘭多表演團演員，為美格達與阿妮姿卡派來設計露易莎的男子。

### 客串人物
- 璜斯 飾演 艾略特·蘭塔納（Elliot Lantana）

音樂製作人。（第8集）
- 寶琳娜·魯維奧

知名墨西哥女歌手，羅赫里歐的好友。（第9集）
- 妮雅·瓦達蘿絲 飾演 芭芭拉·斯坦布魯克（Barbara Stanbrook）

伴侶治療師。（第19集）
- 布蘭妮·斯皮爾斯

全球知名美國女歌手，羅赫里歐的摯友，因誤會撕破臉後和好。（第27集）
- 約翰·薩利

美國前NBA籃球運動員。（第31集）
- 李·雷赫曼（英语：Lee Reherman）

美國男演員。（第31集）
- 夏蘿（英语：Charo）

著名拉丁女歌星，羅赫里歐的摯友。（第38集）、第44集）
- 布魯諾·馬爾斯

美國創作型歌手，受到羅赫里歐的邀請，擔任貞與麥可婚禮的嘉賓。（第44集）
- 葛洛莉雅·伊斯特芬

知名古巴裔美國女歌星。（第47集）
- 埃米里歐·伊斯特芬（英语：Emilio Estefan）

知名古巴裔美國音樂家，葛洛莉雅的丈夫。（第47集）
- 凱莉·魯瑟福 飾演 蕾絲莉·克拉克（Leslie Clark）

〈銀色天際線〉出版社老闆，瑪琳的舊識。（第50集）
- 丹妮絲·理查茲

美國女演員、前時尚模特兒，妲西的會員。（第51集）
- 卡門·伊萊克特拉

美國女演員，妲西的會員。（第51集）
- 布魯克·伯克-查維特（英语：Brooke Burke-Charvet）

美國女演員，妲西的會員。（第51集）
- 伊莎貝·阿言德

知名小說家，貞的偶像，為貞創作的靈魂人物。（第70集）
- 依洋拉·凡贊特（英语：Iyanla Vanzant）

知名激勵演說家。（第71集）

## 選角
2014年2月23日，宣布電影《費里布朗》女星吉娜·羅德里奎將飾演對宗教虔誠的女主角貞·維拉紐瓦，然而她將遭遇到偶然的人工受精。3月7日，宣布墨西哥演歌雙棲的傑米·卡米爾將飾演肥皂劇著名男星魯比奧（後更名為羅赫里歐），而他與貞將有令人驚訝的連結。3月12日，宣布曾演出《風中的女王》的以色列女演員雅兒·格洛布格拉斯將飾演丈夫精子遭誤植進其他女孩子宮內的妻子莫妮卡（後更名為姵特拉）；電影《遜咖日記》布雷特·迪爾將飾演貞擁有自身秘密的警察男友麥可；《只此一生》安德莉亞·娜菲道則飾演貞的母親希歐瑪拉。3月13日，宣布《我的最終日》賈斯汀·巴爾多尼將主演站在人生十字路口的前花花公子拉斐爾，在他的精子遭誤植到其他女孩後，他被迫檢視自己的人生與一切。3月18日，宣布《錯位青春》伊凡·科爾將飾演貞60代的外婆，同時也是灌輸貞必須在婚前保有貞節的人，但她亦有隱藏一生的秘密。
2014年3月28日，宣布《熟女鎮》萊恩·戴福林將飾演貞男友的哥哥安德雷（後更名為比利），其是個麻煩製造者兼擁有許多秘密的人。8月8日，宣布《妙警賊探》的布麗奇特·里根將出演前律師蘿絲，而《小律師大作為》雅姿·塔斯費則將飾演麥可的搭檔娜汀警探。8月10日，TVLine公布《飛越情海》、《醫緣》中的邁克爾·拉代將加入劇組並飾演拉斐爾的敵對拉克蘭。9月4日，宣布葛萊美獎得主璜斯將客串飾演音樂製作人。隔日，宣布《美少女的謊言》布萊恩·戴爾將飾演貞的同事兼同志好友。9月29日，宣布蒂娜·卡西亞尼將飾演肥皂劇女星梅莉莎·迪·拉·維加，同時也為羅赫里歐的前妻兼經紀人。10月6日，宣布墨西哥女歌星寶琳娜·魯維奧將客串本劇。10月29日，宣布《實習醫生成長記》茱蒂·雷耶斯將飾演羅赫里歐主演的肥皂劇《桑托斯激情》之主編劇迪娜。11月21日，宣布墨西哥裔美國喜劇演員切奇·馬林將客串本劇，並將與艾兒芭發展感情線。
2015年1月7日，宣布《荒野女醫情》珍·西摩兒將客串本劇。1月9日，宣布西班牙歌手大衛·比茲伯將客串本劇。1月28日，宣布電影《西城故事》奧斯卡得主麗塔·莫瑞諾將客串飾演羅赫里歐的母親、貞的奶奶。2月9日，宣布電影《我的希臘婚禮》妮雅·瓦達蘿絲飾演芭芭拉，其將會為關係走到十字路口的貞與拉斐爾產生關鍵的影響之角色。2月27日，宣布瑞秋·迪佩洛將飾演配角安蒂。
2015年9月30日，宣布電影《魔力麥克》亞當·羅德里奎將飾演貞的寫作教授喬納森。12月12日，宣布《尖叫女王》迪亞哥·鮑尼塔將客串一名天才技術人員兼滑板高手達克斯。
2016年2月24日，宣布夏蘿將是演自己，同時亦是羅赫里歐的好友。8月24日，據演員社群媒體透露，《絕望的主婦》伊娃·朗歌莉亞或將客串本劇，但確定她將執導第3季第3集。9月29日，宣布同樣曾演出《絕望的主婦》的李卡多·查維拉將飾演希歐瑪拉的前男友。11月22日，宣布《末日孤艦》伊麗莎白·羅姆將於第3季擔任重要配角，飾演輕聲細語、姿態文靜的艾琳，並將和露易莎發展情愫。
2017年1月17日，宣布強尼·梅斯納加入第3季配角群，飾演查克，將與雅兒·格洛布格拉斯演出對手戲。4月5日，宣布《少年狼》泰勒·波西將於第4季擔任常設演員，飾演來自貞過往人生的人物，預計在第3季季末初登場。9月20日，宣布《肥皂人生》艾莉克絲·梅芮賽絲加入第4季常設演員陣容，飾演柯提斯飯店集團所有人凱瑟琳。
2018年1月7日，The CW於冬季電視評論家協會上，宣布《夜魔俠》蘿賽李奧·道森將加入第4季下半季常設演員陣容，相關演出細節則尚未知曉。1月11日，宣布布魯克·雪德絲加入第4季演出多集集數，飾演羅赫里歐的宿敵芮佛·費爾茲。1月19日，宣布朗歌莉亞將客串演出第4季，飾演奇妙、有趣、具吸引力、聰明又漂亮的自己。

## 外部連結
- 官方网站（英文）
- 《處女情緣》集數卡司 （页面存档备份，存于） 來自互聯網電影數據庫（英文）